# Kurt Grünewald

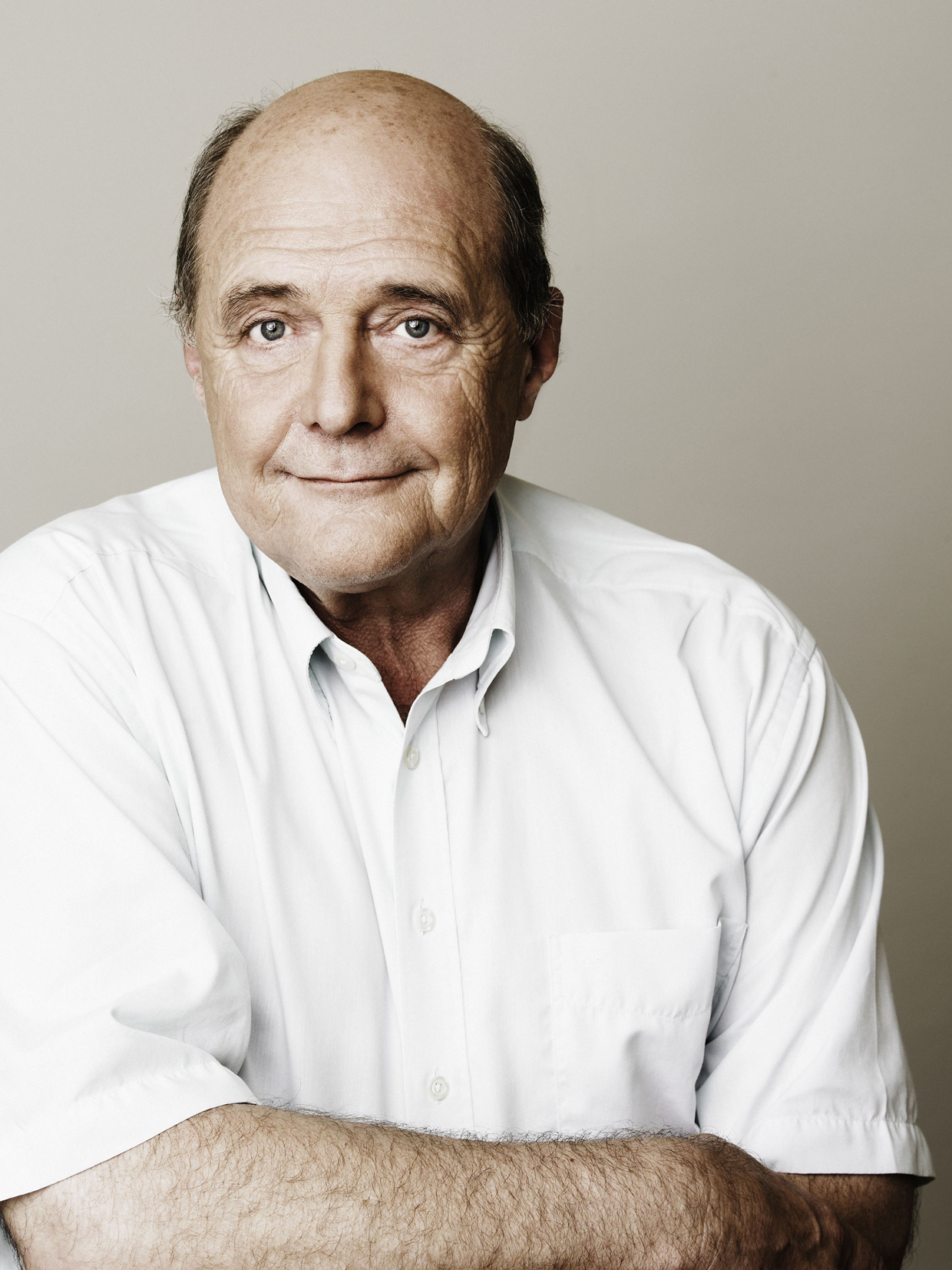
Kurt Grünewald (2006)

Kurt Grünewald (* 10. April 1948 in Innsbruck) ist ein österreichischer Mediziner und Politiker (Die Grünen).
Kurt Grünewald promovierte nach seinem Studium an der Universität Innsbruck 1978 als Doktor der Medizin. 1993 habilitierte er sich zum Professor für Innere Medizin an der Universität Innsbruck.
Von 1999 bis 2013 war er Abgeordneter zum Nationalrat. Er war Wissenschaftssprecher und Gesundheitssprecher der grünen Bundespartei.

## Auszeichnungen
- 2009: Großes Goldenes Ehrenzeichen für Verdienste um die Republik Österreich[1]